# 유고슬라비아 백과사전
《유고슬라비아 백과사전》(세르보크로아트어: Енциклопедија Југославије, Enciklopedija Jugoslavije)은 유고슬라비아 사회주의 연방공화국의 국가 공식 백과사전이다. 미로슬라브 크를레자가 편집장을 맡았고 자그레브에 위치한 유고슬라비아 사전 편찬 연구소에서 출간을 맡았다.
1판은 1955년에 제1권이 출판되었고 1971년에 총 8권으로 완간되었다. 이후 개정판인 제2판 편찬이 착수되면서 1980년 제2판 1권이 출간이 되었다. 제2판은 12권으로 편찬될 예정이었으나 유고슬라비아 전쟁으로 인해 1990년에 출간된 6권을 마지막으로 편찬이 중단되었다. 또한 제2판은 슬로베니아어, 마케도니아어, 알바니아어, 헝가리어로 번역되어 출간되었다.

## 같이 보기
- 소비에트 대백과사전